# Cirque de Mafate

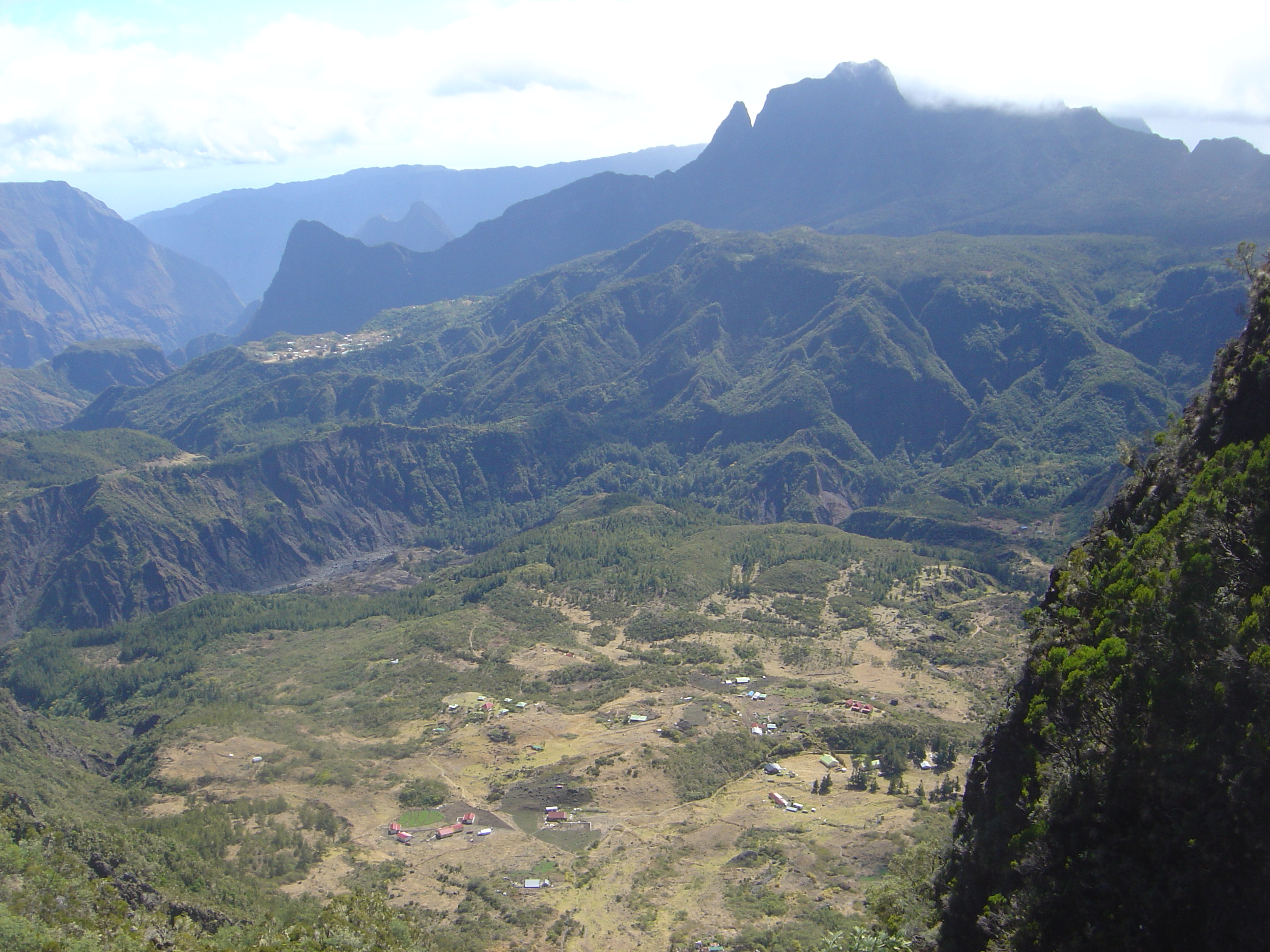
Die Ortschaft Marla im Cirque de Mafate vom Col du Taïbit aufgenommen. Links im Hintergrund die Ortschaft La Nouvelle.

Der Cirque de Mafate im französischen Übersee-Département Réunion ist die nordwestliche Caldera des Piton des Neiges. Der Talkessel, der größtenteils auf dem Gemeindegebiet von La Possession liegt, erstreckt sich in Nord-Süd-Richtung über etwa zehn Kilometer und in Ost-West-Richtung über etwa fünf Kilometer. Vom Gipfel Grand Bénare fallen die fast senkrechten Felswände über rund 1600 m ab. Der Cirque de Mafate ist die isolierteste Caldera in der Region, die nur zu Fuß oder per Hubschrauber zu erreichen ist. Die Versorgung der lokalen Ortschaften erfolgt heute hauptsächlich durch Hubschrauber, bis vor wenigen Jahren noch in hohen Maße zu Fuß, meistens über den Pass Col des Bœufs (1956 m), der auf einer gut ausgebauten Forststraße vom Cirque de Salazie erreicht werden kann.
Im südöstlichen Teil entspringt die Rivière des Galets, die das Mafate im Nordwesten in Richtung Indischer Ozean verlässt.
Seit August 2010 gehören neben dem Cirque de Mafate auch noch der Cirque de Salazie, der Cirque de Cilaos und der alles überragende Vulkan Piton des Neiges, die alle im Nationalpark Réunion liegen, unter dem Titel Pitons, cirques et remparts de l’île de La Réunion (dt.: Gipfel, Talkessel und Steilhänge der Insel Réunion) zum UNESCO-Weltnaturerbe.

## Orte
- Grand Place (691 m)
- Îlet à Malheur (859 m)
- La Nouvelle (1450 m)
- Marla (1629 m)
- Roche Plate (1120 m)

## Zugang
Alle Zugänge sind nur über relativ steile Wanderwege, die Trittsicherheit erfordern, möglich. Die wichtigsten Zugänge sind:
- Von Westen: vom Maïdo (2152 m) über den Ti Col (2029 m) nach Roche Plate
- Von Süden: von Cilaos über den Wanderweg grande  randonnée GR1 und GR2 über den Col du Taïbit (2081 m) nach Marla
- Von Osten aus dem Cirque de Salazie über die Forststraße bis zum Col des Bœufs (1956 m) nach La Nouvelle (1450 m)